# Тандоган, Невзат
Невзат Тандоган (1894, Стамбул, Османская Империя — 9 июля 1946 г, Анкара.) — турецкий государственный деятель.

## Биография
Родился в 1894 году в Константинополе. Его мать была из Белграда, отец — из Сараево.
Окончил Юридический лицей Стамбула, который впоследствии был преобразован в Юридический факультет университета Анкары. После принятия в 1934 году закона о фамилиях, взял себе фамилию Тандоган. Состоял в браке, у него было двое детей.
С 1918 года работал в полиции, впоследствии уволился. В 1925 году занял должность губернатора Малатьи. В 1927 году был избран членом Великого национального собрания от ила Конья.
4 ноября 1929 года оставил депутатский пост, чтобы занять должность губернатора Анкары. Пребывал в должности непрерывно в течение 17 лет.
9 июля 1946 года покончил с собой.